# JR京都駅ビル大階段駈け上がり大会
JR京都駅ビル大階段駆け上がり大会（ジェイアールきょうとえきビルだいかいだんかけあがりたいかい）は、JR京都駅の駅ビル大階段で1998年（平成10年）から毎年2月の第3土曜日に開催されるKBS京都主催のイベント。選手達は段数・171段／総高低差・35メートル（11階建てビルに相当）／全長・70メートルのコースに挑む。実況は第1回から連続してKBS京都の梶原誠アナウンサーが担当している。

## 公式ルール
- 大会は4人1組で参加。45歳以上と女性を必ず1人含むこと。
- レースは4人1組で同時スタート。ゴールタイムが個々の記録となる。
- 階段は1段ずつでも良いし、2段飛ばしや3段飛ばし等とペースは選手自身に任せられる。
- 上のゴールは体の何処かがラインを越えた時点で認められる。
- 団体の部は4人の合計タイムで決定。同タイムの場合は合計年齢で決める。
- 個人の部（総合・45歳以上・女性）もタイムで決定。同タイムはこれも年齢で決める。
- 若しも万が一、優勝タイムが同一タイムだった時（複数いた場合）には優勝決定プレーオフを行なう。
- 5年連続優勝が出た場合にはその選手は大階段の殿堂者として認定して翌年からは参加できない。

## 名盤
- 優勝チームの書かれた名盤が171段目のゴール付近に表示されて永久に残る。また、殿堂入りした選手も含めて名盤に残る。